# Draginac
Draginac (srp. Драгинац) je naselje na zapadu središnje Srbije. Administrativno pripada općini Loznica u Mačvanskome okrugu.

## Stanovništvo
Prema popisu iz 2002. godine, u Dragincu živi 324 stanovnika od kojih je 252 punoljetno. Prema popisu iz 1991., u Dragincu je živjelo 324 stanovnika. Prosječna starost stanovništa iznosi 39,2 godina (38,5 kod muškaraca i 39,9 kod žena). U naselju ima 100 domaćinstava, a prosječan broj članova domaćinstva je 3,24.
Prema popisu iz 2002. godine, Brezjak gotovo u potpunosti naseljavaju Srbi.
| broj stanovnika | 257   | 277   | 278   | 269   | 315   | 324   | 324   |
|                 | 1948. | 1953. | 1961. | 1971. | 1981. | 1991. | 2002. |